# Agostino Bugiardini
Agostino Bugiardini nebo také Agostino Ubaldini (? Florencie - 1623 Florencie) byl italský sochař raného baroka, činný hlavně ve Florencii, ale také v Římě. 
Byl žákem a následovníkem Giovanniho Cacciniho. Spolupracoval s dalšími žáky jeho dílny, jako byl Antonio Novelli nebo Gherardo Silvani.

## Dílo
- spolupráce na hlavním oltáři kostela San Spirito ve Florencii, spolu s Caccinim a Gherardem Silvanim
- socha Carità v jeskyni Mosè u paláce Pitti